# Lucy Buckingham
Lucy Buckingham (* 21. Februar 1992 in Leicester als Lucy Hall) ist eine britische Triathletin, Olympiastarterin (2012), U23-Europameisterin Triathlon (2015) und Europameisterin auf der Triathlon-Sprintdistanz (2016).

## Werdegang
Lucy Hall startete bereits im Alter von acht Jahren bei ihrem ersten Triathlon. Mit dreizehn Jahren wurde sie Nationale Aquathlon-Meisterin bei den Junioren.

### Junioren-Vize-Europameisterin Duathlon 2011

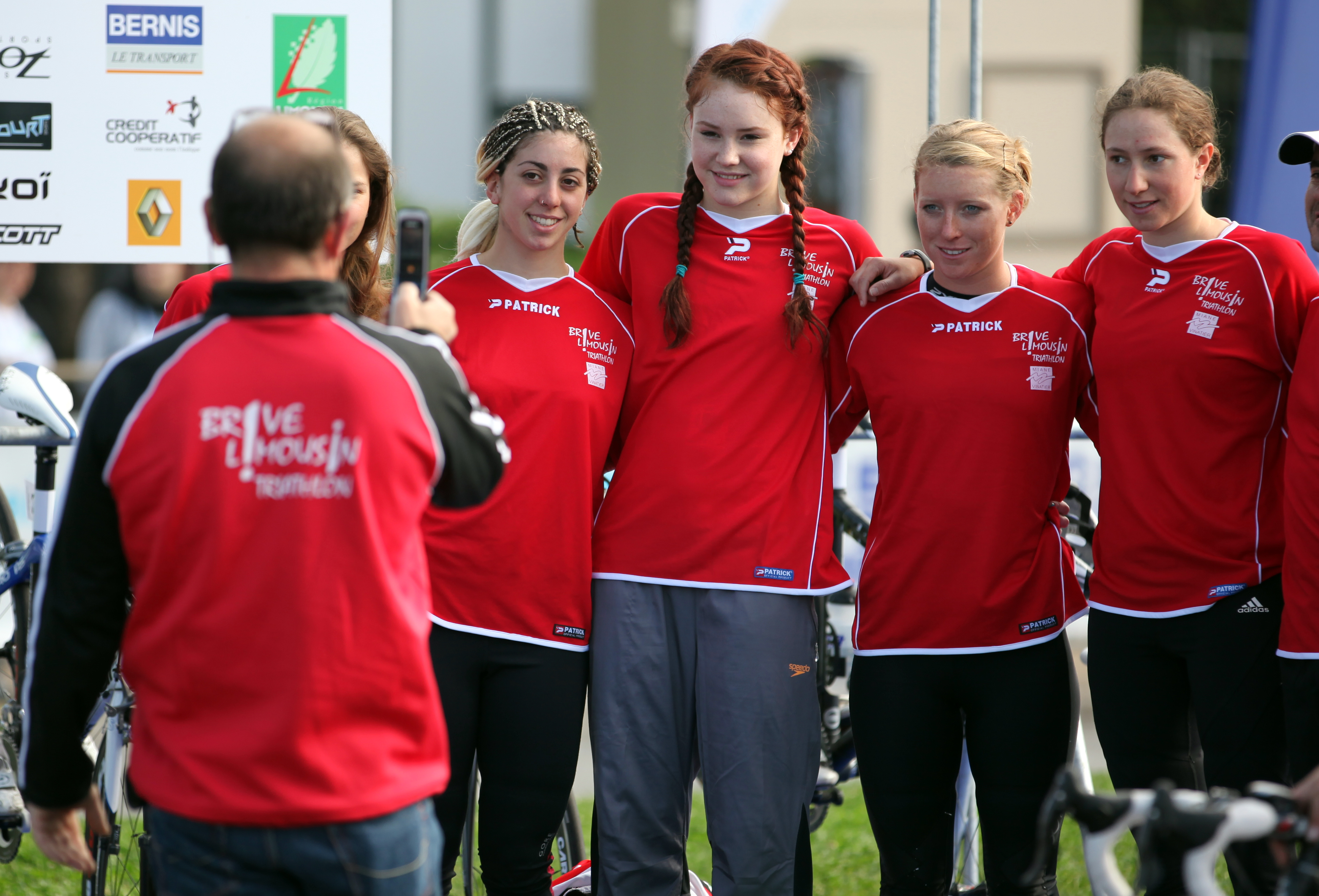
Lucy Hall mit der Mannschaft vom Club Brive Limousin in Nizza (2011)

Im April 2011 wurde sie Vize-Europameisterin Duathlon bei den Juniorinnen. Im September startete die als starke Schwimmerin bekannte Athletin bei der Junioren-Weltmeisterschaft in Peking. In Führung liegend kollidierte sie auf dem Rad mit einem Hund und konnte das Rennen nicht beenden.
2012 startete die damals 20-jährige im August bei den Olympischen Sommerspielen im Triathlon: Sie kam als schnellste Schwimmerin als erste Frau aus dem Wasser und belegte in London den 33. Rang von 55 gestarteten Frauen.
2013 wurde Lucy Hall Britische Vize-Meisterin Duathlon.

### U23-Europameisterin Triathlon 2015
Im Juli 2015 wurde sie U23-Europameisterin Triathlon.
Im Juni 2016 wurde sie in Frankreich ETU-Europameisterin auf der Triathlon-Sprintdistanz. Lucy Hall startet im Bundeskader der British Triathlon Federation und sie wird trainiert von Mark Pearce.

### Siegerin Challenge World Championships 2021
Im August 2021 gewann sie den Ironman 70.3 Gdynia und drei Wochen später konnte sie auch die Challenge World Championship in Šamorín für sich entscheiden. Im Mai 2022 wurde sie hier Dritte.
Sie ist verheiratet mit dem britischen Triathleten Mark Buckingham (* 1985) und startet seitdem als Lucy Buckingham.

## Sportliche Erfolge
| Datum/Jahr    | Rang | Wettbewerb                                         | Austragungsort | Zeit     | Bemerkung                                                                            |
| ------------- | ---- | -------------------------------------------------- | -------------- | -------- | ------------------------------------------------------------------------------------ |
| 13. Apr. 2024 | 5    | T100 Singapur                                      | Singapur       | 03:52:10 | 2 km Schwimmen, 80 km Radfahren und 18 km Laufen                                     |
| 18. Sep. 2023 | 1    | Ironman 70.3 Knokke-Heist                          | Knokke-Heist   | 04:13:57 | Erstaustragung                                                                       |
| 11. Juni 2023 | 1    | Ironman 70.3 Warschau                              | Warschau       |          |                                                                                      |
| 29. Mai 2022  | 1    | Challenge St. Pölten                               | St. Pölten     |          |                                                                                      |
| 22. Mai 2022  | 3    | Challenge World Championship                       | Šamorín        |          | „The Championship“                                                                   |
| 4. Dez. 2021  | 2    | Clash Daytona                                      | Daytona Beach  | 03:33:13 | 2 km Schwimmen, 80 km Radfahren und 18 km Laufen                                     |
| 29. Aug. 2021 | 1    | Challenge World Championship                       | Šamorín        | 04:10:45 | Siegerin „The Championship“                                                          |
| 8. Aug. 2021  | 1    | Ironman 70.3 Gdynia                                | Gdynia         | 04:18:45 |                                                                                      |
| 5. Okt. 2019  | 4    | Ironman 70.3 Lanzarote                             | Lanzarote      | 04:13:50 | Austragung ohne das Schwimmen                                                        |
| 24. Sep. 2018 | 3    | Beijing International Triathlon                    | Peking         | 02:09:12 | [ 8 ]                                                                                |
| 2. Juni 2018  | 9    | ITU Triathlon World Cup                            | Cagliari       | 01:01:21 | 68 Sekunden hinter der österreichischen Siegerin Lisa Perterer                       |
| 23. Juli 2017 | 3    | London Triathlon                                   | London         | 02:03:54 |                                                                                      |
| 15. Juli 2017 | 14   | ITU World Championship Series 2017                 | Hamburg        | 01:00:28 | [ 9 ]                                                                                |
| 26. März 2017 | 2    | ETU Triathlon European Cup                         | Gran Canaria   | 02:03:25 | Zweite hinter Jessica Learmonth                                                      |
| 11. Feb. 2017 | 1    | ITU Triathlon World Cup                            | Kapstadt       | 00:59:34 | Siegerin im ersten Weltcup der Saison in Kapstadt                                    |
| 26. Juni 2016 | 1    | ETU Sprint Triathlon European Championships        | Châteauroux    | 00:57:48 | Europameisterin auf der Sprintdistanz                                                |
| 25. Juli 2015 | 1    | ETU Triathlon European Championship U23            | Banyoles       | 01:59:15 | U23-Europameisterin Triathlon                                                        |
| 13. Juli 2014 | 1    | ITU Sprint Triathlon World Championship Mixed Team | Hamburg        |          | Team-Weltmeister zusammen mit Vicky Holland, Jonathan Brownlee und Alistair Brownlee |
| 4. Aug. 2012  | 33   | Olympische Sommerspiele 2012                       | London         | 02:04:38 |                                                                                      |
| 9. Sep. 2011  | DNF  | ITU Triathlon World Championship Junior Women      | Peking         | –        | Junioren-Weltmeisterschaft (750 m Schwimmen, 20,9 km Radfahren und 5,4 km Laufen)    |

| Datum/Jahr    | Rang | Wettbewerb                                      | Austragungsort         | Zeit     | Bemerkung                                    |
| ------------- | ---- | ----------------------------------------------- | ---------------------- | -------- | -------------------------------------------- |
| 1. Jan. 2013  | 2    | GBR Duathlon National Championships             | Vereinigtes Konigreich | 01:01:16 | Britische Vize-Meisterin, hinter Vanessa Raw |
| 17. Apr. 2011 | 2    | ETU Duathlon European Championship Junior Women | Limerick               | 01:04:02 | Vize-Europameisterin Duathlon                |

(DNF – Did Not Finish)